# Guancheria compressithorax
Guancheria compressithorax är en stekelart som beskrevs av Karl-Johan Hedqvist 1978. Guancheria compressithorax ingår i släktet Guancheria och familjen puppglanssteklar. Inga underarter finns listade i Catalogue of Life.